# Canon de marine de 4 pouces BL Mk IX
Le canon de marine de 4 pouces BL Mk IX était un canon de marine britannique disposant d’une vitesse initiale moyenne. Il fut introduit en 1916 comme arme secondaire sur les croiseurs de bataille de classe Renown et les "grands croiseurs légers" de classe Glorious, mais qui servit surtout comme armement principal sur les corvettes de la classe Flower tout au long de la Seconde Guerre mondiale.

## Histoire

### Première Guerre mondiale

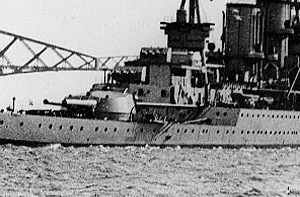
Tourelles triples originelles sur l’arrière de l’ vers 1916-1917.

Le canon était basé sur le canon de 4 pouces QF Mk V et le mécanisme de la culasse du canon de 4 pouces BL Mk VIII. Il fut mis en œuvre lors de la Première Guerre mondiale sur des navires capitaux comme armement secondaire dans des tourelles triples, et destinés à fournir un feu concentré et rapide. Cela s'avéra irréalisable en pratique. Le Jane's Fighting Ships de 1919 commentait: « Les tourelles triples de 4 pouces sont maladroites et ne sont pas aimées, elles ne sont pas montées sur un seul affut, ont des mécanismes de culasse séparés, une équipe de 23 servants pour chaque tourelle triple ». Les canons furent ensuite utilisés dans des tourelles à un seul canon, généralement sur des navires plus petits en tant qu'armement primaire.

### Seconde Guerre mondiale
Au cours de la Seconde Guerre mondiale, le canon fut utilisé sur de nombreux petits navires de guerre, tels que les corvettes de la classe Flower et les dragueurs de mines, principalement pour combattre les sous-marins en surface.
C'était le dernier canon à chargement par la culasse (BL) 4 pouces en service dans la marine britannique. Toutes les canons suivants utilisèrent des obus avec des étuis métalliques "QF". Il fut suivi sur de nouveaux petits navires de guerre construits durant la Seconde Guerre mondiale par le canon de 4 pouces QF Mk XIX qui tirait un obus légèrement plus lourd à une vitesse beaucoup plus basse et avait une monture ayant une élévation élevée qui ajoutait une capacité antiaérienne.
| |
| Canon de défense côtière et ses servants à Fort Crosby près de Liverpool, au Royaume-Uni, en août 1940 |

|                                                                              |
| Nettoyage de la culasse sur le navire de transport St Essylt, à Suez en 1942 |

## Exemplaires subsistants
- À bord du NCSM Sackville, la dernière corvette de la classe Flower subsistante, à Halifax en Nouvelle Ecosse, au Canada
- Un canon à l’entrée de la marina à Hull au Royaume-Uni
- Un canon à Port Isaac à Cornwall au Royaume-Uni

|                                |
| À l’entrée de la marina à Hull |

|                                        |
| À Port Isaac à Cornwall au Royaume-Uni |